# Лінь Цзушень
Лінь Цзушень (кит.: 林祖沈; нар. 1 березня 1994, Байсе, Гуансі-Чжуанський автономний район) — китайський борець вільного стилю, бронзовий призер чемпіонатів Азії, учасник Олімпійських ігор.

## Життєпис
Боротьбою почав займатися з 2010 року.
Виступає за спортивний клуб Наньніна. Тренер — Мюанхуа.

## Спортивні результати на міжнародних змаганнях

### Виступи на Олімпіадах
| Змагання                    | Збірна | Вагова категорія          | Місце |
| --------------------------- | ------ | ------------------------- | ----- |
| Літні Олімпійські ігри 2020 | Китай  | вільна боротьба, до 86 кг | 7     |

### Виступи на Чемпіонатах світу
| Змагання                        | Збірна | Вагова категорія          | Місце |
| ------------------------------- | ------ | ------------------------- | ----- |
| Чемпіонат світу з боротьби 2014 | КНР    | вільна боротьба, до 74 кг | 22    |
| Чемпіонат світу з боротьби 2018 | КНР    | вільна боротьба, до 86 кг | 30    |
| Чемпіонат світу з боротьби 2019 | КНР    | вільна боротьба, до 86 кг | 32    |
| Чемпіонат світу з боротьби 2022 | КНР    | вільна боротьба, до 86 кг | 23    |

### Виступи на Чемпіонатах Азії
| Змагання                       | Збірна | Вагова категорія          | Місце  |
| ------------------------------ | ------ | ------------------------- | ------ |
| Чемпіонат Азії з боротьби 2016 | КНР    | вільна боротьба, до 86 кг | 9      |
| Чемпіонат Азії з боротьби 2018 | КНР    | вільна боротьба, до 92 кг | Бронза |
| Чемпіонат Азії з боротьби 2019 | КНР    | вільна боротьба, до 86 кг | 8      |

### Виступи на інших змаганнях
| Змагання                                               | Збірна | Вагова категорія          | Місце  |
| ------------------------------------------------------ | ------ | ------------------------- | ------ |
| Турнір Дана Колова — Николи Петрова 2016               | КНР    | вільна боротьба, до 86 кг | 8      |
| Гран-прі «Іван Яригін» 2018                            | КНР    | вільна боротьба, до 86 кг | 17     |
| Турнір Г. Картозія і В. Балавадзе 2018                 | КНР    | вільна боротьба, до 86 кг | 9      |
| Гран-прі «Іван Яригін» 2019                            | КНР    | вільна боротьба, до 86 кг | 11     |
| Турнір Дана Колова — Николи Петрова 2019               | КНР    | вільна боротьба, до 86 кг | 24     |
| Кубок Президента Бурятської Республіки з боротьби 2019 | КНР    | вільна боротьба, до 86 кг | Золото |
| Меморіал Вацлава Циолковського 2019                    | КНР    | вільна боротьба, до 86 кг | 10     |
| Клубний чемпіонат світу з боротьби 2019                | КНР    | команда                   | 4      |
| Олімпійський кваліфікаційний турнір з боротьби 2021    | КНР    | вільна боротьба, до 86 кг | Срібло |
| Меморіал Іона Корнеану і Ладислава Сімона 2022         | КНР    | вільна боротьба, до 86 кг | 8      |

### Виступи на змаганнях молодших вікових груп
| Змагання                                      | Збірна | Вагова категорія          | Місце |
| --------------------------------------------- | ------ | ------------------------- | ----- |
| Чемпіонат світу з боротьби серед молоді 2017  | КНР    | вільна боротьба, до 86 кг | 14    |
| Чемпіонат світу з боротьби серед юніорів 2014 | КНР    | вільна боротьба, до 74 кг | 30    |